# Vereinigte Kletterabteilung
Die Vereinigte Kletterabteilung (VKA) war ein Zusammenschluss der Klettergruppen des sächsischen Landesverbands des „Touristenvereins Die Naturfreunde“ (TVDN). 1930 entstand daraus die Naturfreunde-Opposition (VKA), später auch als Rote Bergsteiger bekannt, deren Mitglieder besonders in der Sächsischen Schweiz und im Erzgebirge Widerstand gegen den Nationalsozialismus leisteten.
Gegründet wurde die Vereinigte Kletterabteilung bereits 1921 innerhalb des sozialdemokratisch dominierten Arbeitersportvereins TVDN. Als dessen Leitung in Sachsen 1930 den neugewählten kommunistischen Vorsitzenden der VKA, Erich Glaser, nicht akzeptieren wollte, wurde die VKA aus dem TVDN ausgeschlossen und organisierte sich als Naturfreunde-Opposition (VKA), die sich der Kampfgemeinschaft für Rote Sporteinheit anschloss.
Damit war die Naturfreunde-Opposition (VKA) ein Bund linker Bergsteiger, denen die sportliche Meisterschaft des Bezwingens schwieriger Gipfel und die sprichwörtliche Bergkameradschaft genauso wichtig waren wie der politische Kampf gegen alles Reaktionäre und besonders gegen die heraufziehende Gefahr der faschistischen Diktatur.
Viele in der Naturfreunde-Opposition (VKA) waren Mitglieder der KPD, gehörten dabei, wie Erich Glaser (1901–1984) oder Kurt Schlosser, eher zum thälmannschen Flügel oder aber, wie Käthchen Kozlecki geb. Hempel (1908–1976), Wenzel Kozlecki (1906–1995) und Gerhard Grabs (1906–1978), zur trotzkistischen Linken Opposition/Internationale Kommunisten Deutschlands (LO/IKD).
Nach der Machtergreifung der Nationalsozialisten kamen den Sportlern ihre guten Geländekenntnisse in der illegalen Arbeit als Grenzgänger zugute. So kamen Flugschriften über die tschechische Grenze nach Deutschland  oder Verfolgte wurden über die Grenze in Sicherheit gebracht. Mit Hilfe einer in der Höhle am Satanskopf versteckten Druckmaschine wurde dort eine illegale Zeitung hergestellt. Da sich das jedoch als zu laut und auffällig erwies, mussten Herstellung und Verbreitung dann nach Böhmen verlagert werden. Zu DDR-Zeiten erinnerte daran eine an der Höhle angebrachte Kupfertafel, die heute verschwunden ist. Alle diese Aktivitäten waren mit Gefahr für Leib und Leben verbunden, und nicht selten wurden Mitglieder der Gruppe verhaftet, in Konzentrationslager verbracht oder ermordet. Überliefert ist, dass aus diesen aktiven Widerstandsgruppen niemals bei einem Verhör Kameraden preisgegeben wurden.
Einige Mitglieder der Gruppe emigrierten später. So war Wenzel Kozlecki später einige Zeit persönlicher Sekretär Leo Trotzkis in Mexiko. Später wurde ihm als „Trotzkisten“ die Rückkehr in die DDR verwehrt, während nach Kurt Schlosser Schulen und der Sächsische Bergsteigerchor Kurt Schlosser benannt wurden.
Die Geschichte der Vereinigung wurde in der DDR-Fernsehserie Rote Bergsteiger verfilmt. Dieser Begriff wurde im Anschluss daran für die Widerstandstätigkeit der Naturfreunde-Opposition (VKA) benutzt. Damit wurden jedoch aus heutiger Sicht auch Gruppen des sehr vielfältigen Widerstands übergangen, andere hingegen heroisiert. Nach Joachim Schindler ist es aber dennoch sinnvoll am Begriff der Roten Bergsteiger festzuhalten, sofern er für alle Mitglieder aus Bergsportgruppen der sächsischen Schweiz verwendet wird, die sich am Widerstand gegen die NS-Diktatur in unterschiedlicher Form beteiligt haben.